# I'm Your Baby Tonight
| Críticas profissionais                                                      | Críticas profissionais |
| Avaliações da crítica                                                       | Avaliações da crítica  |
| Fonte                                                                       | Avaliação              |
| --------------------------------------------------------------------------- | ---------------------- |
| Allmusic                                                                    | [ 2 ]                  |
| Entertainment Weekly                                                        | D+                     |
| Rolling Stone                                                               | [ 4 ]                  |
| Smash Hits                                                                  | (5/10)                 |
| Esta tabela precisa de ser acompanhada por texto em prosa. Consulte o guia. |                        |

I'm Your Baby Tonight é o terceiro álbum de estúdio da cantora americana de pop/R&B Whitney Houston, lançado pela Arista Records em 6 de novembro de 1990.
Esse novo trabalho não foi muito aceito pelos fãs por tratar de um conteúdo bem diferente de seus dois trabalhos anteriores. As músicas que compõem o álbum são bem mais dançantes ou com influências mais distintas do R&B, porém gerou dois #1’s consecutivos "I'm Your baby Tonight" e "All The Man That I Need".
Foram também lançadas como singles: "Miracle", "My name Is Not Susan" e a envolvente "I Belong to You".
Um destaque do álbum é "We didn’t know", um brilhante dueto com Stevie Wonder.
Duas músicas chamam mais a atenção, por sua beleza e brilhante produção: "Lover For Life", uma música suave com influência gospel e que fala sobre ter um amor para a vida inteira e "After We Make Love" uma das músicas mais belas já gravadas por Whitney.
I'm Your Baby Tonight vendeu 12 milhões de cópias em todo o mundo.

## Lista de Faixas
| N.º | Título                                     | Compositor(es)                               | Produtor(es)                 | Duração |  |
| 1.  | "I'm Your Baby Tonight"                    | L.A. Reid, Babyface                          | L.A. Reid, Babyface          | 5:01    |  |
| 2.  | "My Name Is Not Susan"                     | Eric Foster White                            | L.A. Reid, Babyface          | 4:40    |  |
| 3.  | "All the Man That I Need"                  | Dean Pitchford, Michael Gore                 | Narada Michael Walden        | 4:11    |  |
| 4.  | "Lover for Life"                           | Sam Dees                                     | Narada Michael Walden        | 4:49    |  |
| 5.  | "Anymore"                                  | L.A. Reid, Babyface                          | L.A. Reid, Babyface          | 4:24    |  |
| 6.  | "Miracle"                                  | L.A. Reid, Babyface                          | L.A. Reid, Babyface          | 5:42    |  |
| 7.  | "I Belong to You"                          | Derek Bramble, Franne Gold                   | Narada Michael Walden        | 5:32    |  |
| 8.  | "Who Do You Love"                          | Luther Vandross, Hubert Eaves III            | Luther Vandross              | 3:56    |  |
| 9.  | "We Didn't Know" (Dueto com Stevie Wonder) | Stevie Wonder                                | Stevie Wonder                | 5:32    |  |
| 10. | "After We Make Love"                       | Michael Masser, Gerry Goffin                 | Michael Masser               | 5:06    |  |
| 11. | "I'm Knockin'"                             | Rhett Lawrence, Benjamin Winans, Ricky Minor | Whitney Houston, Ricky Minor | 4:58    |  |

## Tabelas musicais e certificações

### Posições nas tabelas musicais
| Tabela(s)                           | Melhor posição |
| ----------------------------------- | -------------- |
| Australian Albums Chart             | 10             |
| Austrian Albums Chart               | 2              |
| Canadian Albums Chart               | 12             |
| Finnish Albums Chart                | 2              |
| German Albums Chart                 | 3              |
| Italian Albums Chart                | 5              |
| Japanese Oricon Albums Chart        | 6              |
| New Zealand Albums Chart            | 19             |
| Norwegian Albums Chart              | 5              |
| Spanish Albums Chart                | 6              |
| Swedish Albums Chart                | 3              |
| Swiss Albums Chart                  | 2              |
| UK Albums Chart                     | 4              |
| E.U.A. Billboard 200                | 3              |
| E.U.A. Billboard R&B/Hip-Hop Albums | 1              |

### Tabelas póstumas
| Tabela (2012)                             | Melhor posição |
| ----------------------------------------- | -------------- |
| E.U.A. Billboard 200                      | 32             |
| E.U.A. Top Pop Catalog Albums (Billboard) | 7              |

### Tabelas de fim de ano
| Tabela (1990)           | Posição |
| ----------------------- | ------- |
| Australian Albums Chart | 41      |
| Tabela (1991)           | Posição |
| E.U.A. Billboard 200    | 10      |
| Austrian Albums Chart   | 17      |
| Japanese Albums Chart   | 78      |
| Swiss Albums Chart      | 22      |

### Certificações
| Região         | Provedor     | Certificação (vendas limiares) |
| -------------- | ------------ | ------------------------------ |
| Austrália      | ARIA         | Platina                        |
| Áustria        | IFPI         | Platina                        |
| Canadá         | Music Canada | Platina                        |
| França         | SNEP         | Platina                        |
| Finlândia      | IFPI         | Ouro                           |
| Alemanha       | BVMI         | Platina                        |
| Países Baixos  | NVPI         | Platina                        |
| Espanha        | AFYVE        | 2× Platina                     |
| Suécia         | IFPI         | Platina                        |
| Suíça          | IFPI         | 2× Platina                     |
| Reino Unido    | BPI          | Platina                        |
| Estados Unidos | RIAA         | 4× Platina                     |